# Carolinawinterkoning
De carolinawinterkoning (Thryothorus ludovicianus) is een lid van de familie winterkoningen (Troglodytidae).

## Kenmerken
De carolinawinterkoning meet van kop tot puntje van de staart ongeveer 14 centimeter. Het is een vrij kleine, bruine vogel. Voor een klein vogeltje heeft het mannetje ervan een opvallend grote stem, die meestal drie- tot viermaal 'liberty' roept afgesloten met 'tjoe'. Vaak zit er een paar bomen verder een concurrent waar een soort duet mee gezongen wordt. Het vrouwtje kan soms ook gehoord worden als ze antwoordt met een soort ratelend geluid.
De vogel ondervindt soms last van broedparasitisme met name van de bruinkopkoevogel.

## Verspreiding en leefgebied
De carolinawinterkoning komt voor in het oostelijk deel van Noord- en Midden-Amerika. Het is een algemene standvogel van gemengd bos met ondergroei of van buitenwijken met veel groen. 
De soort telt 10 ondersoorten:
- T. l. ludovicianus: zuidoostelijk Canada en de oostelijke Verenigde Staten.
- T. l. miamensis: Florida.
- T. l. nesophilus: Dog-eiland nabij noordwestelijk Florida.
- T. l. burleighi: de eilanden nabij de Mississippikust.
- T. l. lomitensis: Texas en noordelijk Tamaulipas.
- T. l. oberholseri: zuidwestelijk Texas en noordelijk Mexico.
- T. l. berlandieri: oostelijk Coahuila de Zaragoza, Nuevo León en zuidwestelijk Tamaulipas.
- T. l. tropicalis: oostelijk San Luis Potosí en zuidelijk Tamaulipas.
- T. l. albinucha: zuidoostelijk Mexico, noordelijk Belize en noordelijk Guatemala.
- T. l. subfulvus: Guatemala en Nicaragua.

## Status
De vogel heeft vaak te lijden door strenge winters, maar door de geleidelijke opwarming door het broeikaseffect, breidt het verspreidingsgebied zich uit naar het noorden. Er is dan ook geen aanleiding te veronderstellen dat de soort in aantal achteruit gaat, daarom staat de  carolinawinterkoning als niet bedreigd op de Rode Lijst van de IUCN.